# Theriella
Genre
Theriella est un genre d'araignées aranéomorphes de la famille des Salticidae.

## Distribution
Les espèces de ce genre se rencontrent au Brésil et en Argentine.

## Liste des espèces
Selon World Spider Catalog (version 18.0, 21/05/2017) :
- Theriella bertoncelloi Braul & Lise, 2003
- Theriella galianoae Braul & Lise, 1996
- Theriella tenuistyla (Galiano, 1970)

## Publication originale
- Braul & Lise, 1996 : Theriella, um novo gênero de Salticidae para a região Neotropical (Araneae). Biociências, vol. 4, p. 171-177.